# Eurygenius darlingtoni
Eurygenius darlingtoni är en skalbaggsart som beskrevs av Abdullah 1967. Eurygenius darlingtoni ingår i släktet Eurygenius och familjen kvickbaggar. Inga underarter finns listade i Catalogue of Life.